# I Think I'm Paranoid
Singles de Garbage
Push It
(1998) Special
(1998)
Clip vidéo
[vidéo] « I Think I'm Paranoid », sur YouTube
I Think I'm Paranoid est une chanson de 1998, écrite, enregistrée et produite par le groupe de rock alternatif Garbage. Elle figure sur leur deuxième album, Version 2.0. 
La chanson sort en single en juillet 1998 à la suite du succès du précédent, Push It. I Think I'm Paranoid atteint le 9e rang du UK singles chart. Elle connait également le succès de l'autre côté de l'Atlantique, où elle atteint le 6e rang du Billboard's Modern Rock Tracks chart.
I Think I'm Paranoid reste le principal succès de l'album Version 2.0 en Italie, où il est utilisé comme bande sonore pour une campagne publicitaire de la marque d'horlogerie Breil Watches et largement diffusé par  MTV Italy.

## Classements hebdomadaires
| Classement (1998)              | Meilleure place |
| ------------------------------ | --------------- |
| Allemagne (Media Control AG)   | 98              |
| Australie (ARIA)               | 57              |
| Écosse (OCC)                   | 7               |
| États-Unis (Alternative Songs) | 6               |
| France (SNEP)                  | 80              |
| Nouvelle-Zélande (RMNZ)        | 19              |
| Pays-Bas (Single Top 100)      | 94              |
| Royaume-Uni (UK Singles Chart) | 9               |

## Reprises
La chanson a été reprise en 2002 par la chorale féminine belge Scala & Kolacny Brothers, en titre d'ouverture de leur album Scala On the Rocks.